# Bolbodimyia bicolor
Bolbodimyia bicolor är en tvåvingeart som beskrevs av Jacques-Marie-Frangile Bigot 1892. Bolbodimyia bicolor ingår i släktet Bolbodimyia och familjen bromsar. Inga underarter finns listade i Catalogue of Life.